# Saint-Germain-de-Pasquier
Saint-Germain-de-Pasquier és un municipi francès situat al departament de l'Eure i a la regió de Normandia. L'any 2007 tenia 139 habitants.

## Demografia

### Població
El 2007 la població de fet de Saint-Germain-de-Pasquier era de 139 persones. Hi havia 52 famílies de les quals 4 eren unipersonals (4 homes vivint sols), 20 parelles sense fills, 24 parelles amb fills i 4 famílies monoparentals amb fills.
La població ha evolucionat segons el següent gràfic:
Habitants censats

### Habitatges
El 2007 hi havia 59 habitatges, 55 eren l'habitatge principal de la família i 4 eren segones residències. Tots els 58 habitatges eren cases. Dels 55 habitatges principals, 54 estaven ocupats pels seus propietaris i 1 estava cedit a títol gratuït; 1 tenia tres cambres, 9 en tenien quatre i 45 en tenien cinc o més. 49 habitatges disposaven pel capbaix d'una plaça de pàrquing. A 16 habitatges hi havia un automòbil i a 35 n'hi havia dos o més.

### Piràmide de població
La piràmide de població per edats i sexe el 2009 era:
| Homes | Edats   | Dones |
| ----- | ------- | ----- |
| 0     | 95 o +  | 0     |
| 0     | 90 a 94 | 0     |
| 0     | 85 a 89 | 0     |
| 0     | 80 a 84 | 4     |
| 4     | 75 a 79 | 0     |
| 0     | 70 a 74 | 0     |
| 4     | 65 a 69 | 4     |
| 4     | 60 a 64 | 4     |
| 8     | 55 a 59 | 8     |
| 8     | 50 a 54 | 4     |
| 4     | 45 a 49 | 0     |
| 8     | 40 a 44 | 12    |
| 8     | 35 a 39 | 16    |
| 4     | 30 a 34 | 0     |
| 0     | 25 a 29 | 0     |
| 8     | 20 a 24 | 0     |
| 8     | 15 a 19 | 8     |
| 0     | 10 a 14 | 4     |
| 4     | 5 a 9   | 8     |
| 8     | 0 a 4   | 4     |

## Economia
El 2007 la població en edat de treballar era de 108 persones, 80 eren actives i 28 eren inactives. De les 80 persones actives 74 estaven ocupades (43 homes i 31 dones) i 6 estaven aturades (3 homes i 3 dones). De les 28 persones inactives 13 estaven jubilades, 6 estaven estudiant i 9 estaven classificades com a «altres inactius».

### Ingressos
El 2009 a Saint-Germain-de-Pasquier hi havia 52 unitats fiscals que integraven 136 persones, la mediana anual d'ingressos fiscals per persona era de 33.348 €.

### Activitats econòmiques
Dels 7 establiments que hi havia el 2007, 1 era d'una empresa de construcció, 1 d'una empresa de comerç i reparació d'automòbils, 1 d'una empresa d'informació i comunicació, 1 d'una empresa immobiliària, 2 d'empreses de serveis i 1 d'una entitat de l'administració pública.
L'únic servei als particulars que hi havia el 2009 era un guixaire pintor.

## Poblacions més properes
El següent diagrama mostra les poblacions més properes.